# Valerian și orașul celor o mie de planete
Valerian și orașul celor o mie de planete (titlu original în franceză: Valérian et la Cité des mille planètes) este un film SF franțuzesc în limba engleză din 2017 regizat de Luc Besson. Rolurile principale sunt interpretate de actorii Dane DeHaan ca Valérian și Cara Delevingne ca Laureline. Premiera a avut loc la 21 iulie 2017 în toată lumea și pe 26 iulie în Franța. Scenariul este bazat pe seria de benzi desenate Valérian and Laureline, serie scrisă de Pierre Christin și desenată de Jean-Claude Mézières.

## Prezentare
Valerian (Dane DeHaan) și Laureline (Cara Delevingne) sunt agenți speciali ai guvernului teritoriilor umane. Misiunea lor este de a menține ordinea în întregul univers. Valerian vrea mai mult decât o relație profesională cu Laureline  - ostentativ se ține după ea cu propuneri romantice. Dar trecutul său plin de  femei și valorile ei tradiționale fac ca Laureline să riposteze în  continuu. În conformitate cu directiva Comandantului lor (Clive Owen), Valerian și Laureline se duc într-o misiune în uluitorul oraș intergalactic   Alpha, o metropolă în continuă expansiune unde se află  mii de specii diferite din toate colțurile universului. Alpha are șaptesprezece milioane de locuitori care doresc binele tuturor punând la dispoziție talentele lor, tehnologia și resursele.   Din păcate, nu toată lumea din Alpha crede în aceste  obiective; de fapt forțe nevăzute au fost dezlănțuite pentru a pune  rasa umană în mare pericol.

## Distribuție
- Dane DeHaan ca Valerian
- Cara Delevingne ca Laureline
- Clive Owen - Commander Arün Filitt
- Rihanna
- Kris Wu[13]
- John Goodman
- Ethan Hawke
- Sam Spruell - General Okto Bar
- Alain Chabat
- Mathieu Kassovitz
- Herbie Hancock
- Rutger Hauer

## Producție
Filmările au început la  5 ianuarie 2016 lae Cité du cinéma, în Saint-Denis, nordul Parisului. Cheltuielile de producție s-au ridicat la 170 milioane €.